# Force aérienne birmane
La Force aérienne birmane est la composante aérienne des Forces armées birmanes.

## Histoire

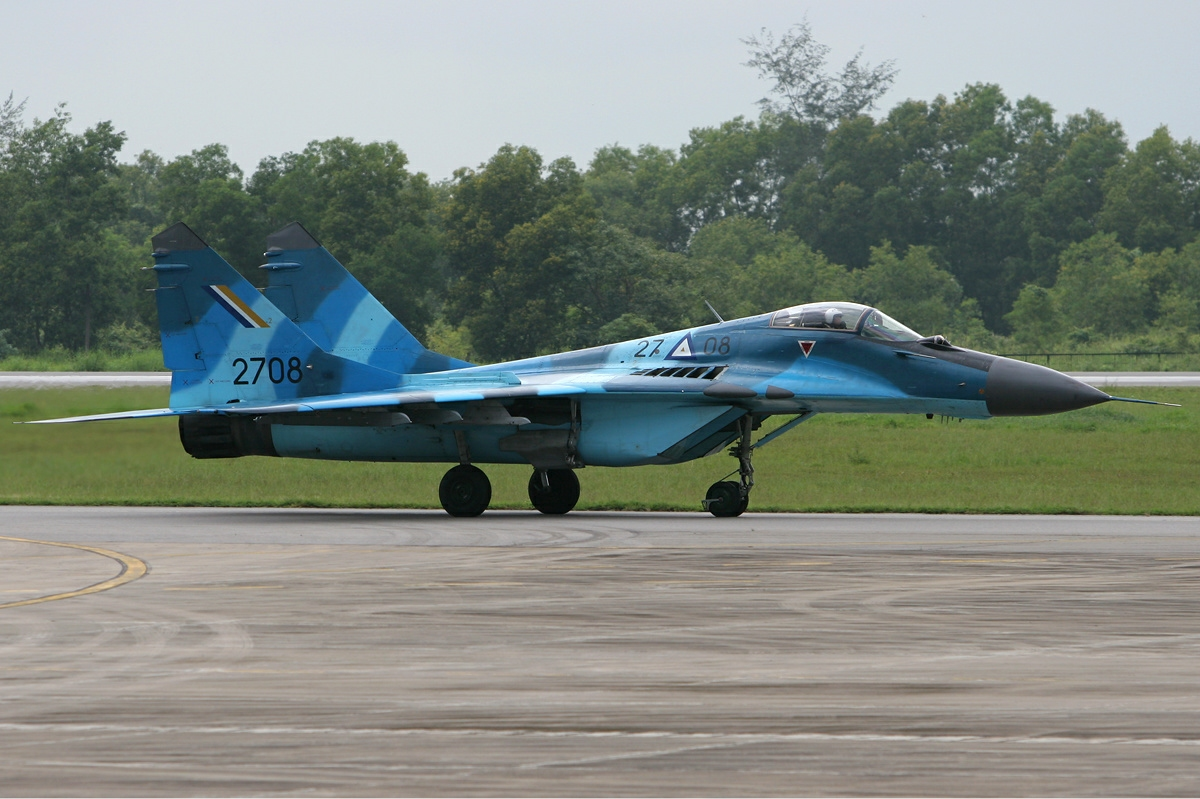
Un MiG-29 birman en 2007. Une quinzaine sont portés au standard MiG-29SM à partir de 2017.

L'aviation birmane a été créée le 16 janvier 1947, alors que la Birmanie était encore sous domination britannique. En 1948, sa flotte comprenait 40 Airspeed Oxford, 16 de Havilland Tiger Moth, 4 Auster et 3 Supermarine Spitfire cédés par la Royal Air Force, avec quelques centaines de soldats. Sa mission principale depuis sa création est de fournir un soutien logistique et opérationnel à l'armée de terre lors des opérations de contre-insurrection. Au cours de son histoire, elle opère contre les diverses guérillas en Birmanie. Le 13 mars 2015, elle bombarde un champ chinois non loin de la frontière entre la Birmanie et la république populaire de Chine tuant cinq personnes. 
Un total de 96 aéronefs - 79 avions de 10 types différents et 17 hélicoptères de cinq types différents - ont été ajoutés à la flotte de l'armée de l'air depuis que l'administration du président U Thein Sein a pris ses fonctions entre 2011 et 2020, selon l'armée birmane. 
Elle est employée durant la guerre civile en cours depuis 2021 en Birmanie.
Elle n'a jamais été engagée en combat aérien.

## Aéronefs
Les appareils en service en 2022 sont les suivants :
| Aéronefs                        | Origine          | Type                                  | En service      | Versions                  | Notes                                                                                           |
| Avion de combat                 | Avion de combat  | Avion de combat                       | Avion de combat | Avion de combat           | Avion de combat                                                                                 |
| ------------------------------- | ---------------- | ------------------------------------- | --------------- | ------------------------- | ----------------------------------------------------------------------------------------------- |
| Mikoyan-Gourevitch MiG-29       | Russie           | Avion multirôle                       | 18 6 5          | Mig-29A Mig-29SE Mig-29UB | Premier lot de 12 avions à partir de 2001. Second contrat en 2009. Modernisés à partir de 2017. |
| Soukhoï Su-30                   | Russie           | Avion multirôle                       | 6               | Su-30SME                  | Deux livrés en mars 2022. 4 livrés en 2023.                                                     |
| Chengdu J-7                     | Chine            | Avion de chasse                       | 30 6            | F-7 F-7T                  |                                                                                                 |
| Nanchang Q-5                    | Chine            | Avion d'attaque au sol                | 24              | A-5M                      |                                                                                                 |
| JF-17 Thunder                   | Chine            | Avion multirôle                       | 13              | JF-17M                    | 16 commandés en 2015, 6 livrés en date d'octobre 2018. 3 en comande en 2023.                    |
| Avion de transport              |                  |                                       |                 |                           |                                                                                                 |
| Shaanxi Y-8                     | Chine            | Avion de transport tactique           | 2               | Shaanxi Y-8D              | Version chinoise de l'Antonov An-12. 4 livrés entre 1991 et 1994.                               |
| Fokker F27                      | Pays-Bas         | Avion de transport                    | 3               |                           |                                                                                                 |
| Pilatus PC-6                    | Suisse           | Avion de transport                    | 5               | PC-6A/B Turbo Porter      |                                                                                                 |
| Fairchild FH-227                | États-Unis       | Avion de transport                    | 4               |                           |                                                                                                 |
| Beechcraft 1900                 | États-Unis       | Avion de transport de personnel       | 3               | 1900D                     |                                                                                                 |
| Cessna 180                      | États-Unis       | Avion de transport de personnel       | 4               |                           |                                                                                                 |
| Cessna Citation II              | États-Unis       | Avion de transport de personnel       | 1               | Cessna 550 Citation II    |                                                                                                 |
| Avion d'entrainement            |                  |                                       |                 |                           |                                                                                                 |
| Grob G 120A                     | Allemagne        | Avion d'entrainement primaire         | 12              |                           |                                                                                                 |
| Pilatus PC-7                    | Suisse           | Avion d'entrainement                  | 12              |                           |                                                                                                 |
| Pilatus PC-9                    | Suisse           | Avion d'entrainement                  | 9               |                           |                                                                                                 |
| Soko G-4 Super Galeb            | Yougoslavie      | Avion d'entrainement                  | 12              |                           |                                                                                                 |
| Nanghang K-8 Karokorum          | Chine            | Avion d'entrainement avancé           | 24+             |                           |                                                                                                 |
| Yak-130                         | Russie           | Avion d'entrainement avancé           | 22              |                           |                                                                                                 |
| Hélicoptère                     |                  |                                       |                 |                           |                                                                                                 |
| Mil Mi-2                        | Union soviétique | Hélicoptère de transport léger        | 18              | PZL Mi-2 Hoplite          | Mi-2 construits en Pologne                                                                      |
| Mil Mi-17                       | Russie           | Hélicoptère de transport              | 11              |                           |                                                                                                 |
| Mil Mi-24                       | Russie           | Hélicoptère de combat et de transport | 12              | Mi-35P Hind               |                                                                                                 |
| Bell 205                        | États-Unis       | Hélicoptère de transport              | 12              |                           |                                                                                                 |
| Bell 206                        | États-Unis       | Hélicoptère utilitaire                | 6               |                           |                                                                                                 |
| PZL W-3 Sokół                   | Pologne          | Hélicoptère utilitaire                | 10              |                           |                                                                                                 |
| Sud-Aviation SA316 Alouette III | France           | Hélicoptère utilitaire léger          | 9               |                           |                                                                                                 |
| Sud-Aviation SA365 Dauphin      | France           | Hélicoptère de transport              | 3               |                           |                                                                                                 |